# Споменик Николи Тесли (Нијагарини водопади, Канада)
Споменик Николи Тесли у Канади је споменик на Нијагариним водопадима, откривен 9. јула 2006. године поводом 150 година Теслиног рођења. Тесла је приказан како стоји на врху мотора наизменичне струје, једног од 700 изума које је патентирао. Споменик је израђен тако да надгледа Нијагарине водопаде.

## Историја споменика
Споменик, рад канадског вајара Леса Драјсдејла, коштао је око 200.000 долара, a финансирали су га Тесла комитет, Српска православна црквено-школска општина „Свети Ђорђе” на Нијагариним водопадима, Влада Канаде, Влада Републике Србије и Комисија парка Нијагариних водопада. Направљен је у природној величини, у тренутку шетње као на слици из Будимпеште када је понет Гетеовим стиховима почео штапом по песку да црта скицу свог изума – индукционог мотора који је иначе и постоље споменика. Висок је три метра, мада је почетна замисао била да буде и већи, али држава не дозвољава да ико буде виши од краља Џорџа, који се такође налази у том парку. То су једина два споменика у том парку.
Испред споменика се налази спомен-плоча на камену са натписом на енглеском језику који гласи:
„Српска православна црква Светог Ђорђа у Најагара Фолсу, у сарадњи са Удружењем Нијагариних паркова, подигли су овај споменик Николи Тесли, физичару, проналазачу и електроинжењеру.”

## Галерија
- Инсталирање споменика
- Спомен-плоча испред споменика
- Камен са именом Николе Тесле поред споменика
- Предња страна споменика